# 스쿨 데이즈 (2005년 영화)
《스쿨 데이즈》(スクールデイズ)는 2005년 공개된 일본의 영화이다.

## 출연

### 주연
- 모리야마 미라이
- 카나이 유타

### 조연
- 이치카와 유이
- 이토 마이코
- 마츠오 스즈키
- 오시나리 슈고
- 타구치 토모로오
- 다나베 세이치
- 츠루미 신고
- 야마모토 타로